# Hafenbahn
Eine Hafenbahn ist eine Eisenbahn im Hafengelände, die die Verladung von Umschlagsgut auf die Eisenbahn ermöglicht. Sie ist eine Sonderform einer Industrieanschlussbahn. Über die Anbindung(en) an das Eisenbahnnetz ist sie – hauptsächlich für den Güterverkehr – ein wichtiger Teil für den Hinterlandverkehr. Meistens gibt es bei einer Hafenbahn auch einen entsprechenden Hafenbahnhof oder mehrere.
Oft stellt die Hafenbahn nur die Infrastruktur (Gleisanlagen, Signalisierung, Stellwerk usw.), der eigentliche Verkehr wird meist von verschiedenen Eisenbahnverkehrsunternehmen (EVU) durchgeführt.

## Europa

### Deutschland
Bahnanlagen in Hafengebieten bestehen unter anderem in:
- Baden-Württemberg
  - Industrie- und Hafenbahn Heilbronn
  - Rheinhäfen Karlsruhe
  - Hafenbahnen Mannheim
  - Hafenbahn Stuttgart
  - Hafenbahn Plochingen, siehe Bahnhof Plochingen
- Bayern
  - Hafen Aschaffenburg
  - Hafen Bamberg
  - Hafen Nürnberg
  - Mainländebahn Marktbreit
  - Hafen Ochsenfurt
  - Hafen Würzburg
- Berlin
  - Hafenbahn zum Osthafen
  - Hafenbahn zum Westhafen, siehe BEHALA#Hafenbahn
- Brandenburg
  - Hafenbahn Frankfurt (Oder)
  - Hafenbahn Königs Wusterhausen
  - Industrie- und Hafenbahn Wittenberge (RegioInfra)
- Bremen
  - Bremische Hafeneisenbahn
  - Columbuskaje, Schienenverkehr in Bremerhaven
- Hamburg
  - Altonaer Hafenbahn
  - Hafenschleppbahn Altona
  - Hamburger Hafenbahn
  - Hafenbahnhof Hamburg-Süd
- Hessen
  - Hafenbahn Frankfurt
  - Hafenbahn Offenbach
  - Hafenbahn Hanau
- Mecklenburg-Vorpommern
  - Hafenbahn Barth
  - Boizenburger Stadt- und Hafenbahn
  - Hafenbahn Demmin
  - Hafenbahnen in Greifswald, zum Hafen in der Stadt und nach Ladebow
  - Hafenbahn Rostock (Stadthafen)
  - Hafenbahn zum Überseehafen, siehe Bahnstrecke Rostock–Rostock Seehafen Nord
  - Hafenbahn Stralsund
  - Hafenbahn Schwerin
- Niedersachsen
  - Hafen Braunschweig
  - Hannover, Lindener Hafen
  - Hannover, Nordhafen (Hannover)
  - Hann. Münden, Hafenbahn Weserumschlagstelle
  - Lüneburger Industrie- und Hafenbahn
  - Hafenbahn Osnabrück
  - JadeWeserPort
  - Hafenbahn Uelzen siehe Bahnstrecke Uelzen–Dannenberg
- Nordrhein-Westfalen
  - Hafenbahn Bonn, siehe Köln-Bonner Eisenbahnen
  - Hafenbahn Emmerich am Rhein
  - Hafenbahn Köln, siehe Häfen und Güterverkehr Köln
  - Hafen- und Bahnbetriebe der Stadt Krefeld
  - Hafenbahn Minden, siehe Mindener Kreisbahnen
  - RBH Logistics (Zechen- und Hafenbahn), Eisenbahn und Häfen, Wanne-Herner Eisenbahn und Hafen
  - Städtischer Rheinhafen Wesel
- Rheinland-Pfalz
  - Zoll- und Binnenhafen Mainz
  - Hafenbahn Koblenz, siehe Bahnstrecke Neuwied–Koblenz
  - Hafenbahn Worms
- Sachsen
  - Hafenbahn Dresden
  - Hafenbahn Risa
  - Hafenbahn Torgau
- Sachsen-Anhalt
  - Hafenbahn Halle
  - Hafenbahn Halle-Trotha
  - Hafenbahn Magdeburg
  - Hafenbahn Haldensleben, siehe Bahnstrecke Haldensleben–Eilsleben
- Schleswig-Holstein
  - Elmshorner Hafenbahn
  - Eckernförder Hafenbahn
  - Flensburger Hafenbahn
  - Lübecker Hafenbahn
  - Rendsburger Kreisbahn
  - Hafenbahn Büsum, siehe Bahnstrecke Heide–Büsum

### Dänemark
- Eisenbahn auf Ærø
- Hafenbahn Hadsund
- Freihafeneisenbahn Kopenhagen
- Hafenbahn Horsens an der Bahnstrecke Fredericia–Aarhus
- Hafenbahn Næstved
- Hafenbahn Lemvig siehe Lemvigbanen
- Hafenbahn Norresundby an der Bahnstrecke Fjerritslev–Frederikshavn
- Hafenbahn Sæby
- Hafenbahn Sønderborg
- Thisted Havnebane
- Hafenbahn Vejle an der Bahnstrecke Fredericia–Aarhus

### Finnland
- Hafenbahn Mustola

### Großbritannien
- Bristol Harbour Railway
- General Terminus and Glasgow Harbour Railway

### Island
- Hafenbahn Reykjavík siehe Schienenverkehr in Island

### Österreich
- Enns-Ennsdorf, EHG Ennshafen 2,2 km, elektrifiziert
- Kremser Hafen- und Industriebahn
- Linz, Hafenbahn Linz
- Hafenbahnen der Stadt Wien (Albern, Lobau) Wiener Häfen, Lager und Umschlagbetriebe

### Polen
- Ohlauer Kleinbahn
- Hafenbahn Stettin

### Portugal
- Hafenbahn von Horta
- Hafenbahn von Ponta Delgada

### Schweden
- Hafenbahn Göteborg

### Schweiz
- Hafenbahn Schweiz
- Hafenbahn des Kantons Basel-Landschaft, heute Hafenbahn Schweiz
- Hafenbahn des Kantons Basel-Stadt, heute Hafenbahn Schweiz
- Hafenbahn Birsfelden
- Hafenbahn Kleinhüningen

## Außerhalb Europas

### Kanada
- Port Colborne Harbour Railway

### USA
- Hafenbahn Newburyport
- Hafenbahn Salem (Massachusetts)

### Eritrea
- Hafenbahn Assab siehe Schienenverkehr in Eritrea

### Indien
- Bombay Port Trust Railway
- Calcutta Port Commissioners’ Railway
- Kolkata Dock System Railway
- Madras Port Trust Railway